# Purasjärvi (sjö i Suomussalmi, Kajanaland, Finland)
Purasjärvi eller Kuupasjärvi är en sjö i Finland. Den ligger i kommunen Suomussalmi i landskapet Kajanaland, i den nordöstra delen av landet, 600 km norr om huvudstaden Helsingfors. Purasjärvi ligger 221,2 meter över havet. Den är 8,35 meter djup. Arean är 4,17 kvadratkilometer och strandlinjen är 23,99 kilometer lång. Sjön  ingår i Uleälvens huvudavrinningsområde.   
I övrigt finns följande i Purasjärvi:
- Pirkonsaari (en ö)
- Salmensaari (en ö)

I övrigt finns följande vid Purasjärvi:
- Saarijärvi (en sjö)